# Cássia Kis
Cássia Kis (São Caetano do Sul, 6 de janeiro de 1958) é uma atriz brasileira. Considerada uma das maiores atrizes do país, popularizou-se especialmente por viver antagonistas e mulheres emocionalmente instáveis. Cássia ganhou vários prêmios, incluindo um Prêmio Grande Otelo, um Troféu Imprensa, um Prêmio APCA, dois Prêmios Guarani e quatro Prêmios Qualidade Brasil.
A partir de 2022 ganhou notoriedade também pelas suas posições ideológicas e envolvimento com a extrema-direita brasileira, com participação ativa nas manifestações no Brasil após as eleições de outubro daquele ano.

## Biografia
Filha de Josep Kiss, mecânico, Cássia é neta paterna de húngaros. A atriz é tia do modelo internacional Márcio Kiss, ex-jogador de basquete e modelo da Major Model Brasil, uma agência de São Paulo. Cássia  teve uma infância muito pobre e um lar sem amor. Morava num cortiço na roça, onde sua casa era um quarto-cozinha, sendo a filha mais nova de quatro irmãos. Ela e os irmãos eram obrigados a fazer serviços domésticos desde muito pequenos. Sua mãe era uma dona de casa revoltada, que sempre teve um relacionamento conturbado com os filhos, principalmente com Cássia, que declarou ter apanhado muito de seus pais, principalmente de sua mãe, que era impaciente demais. Aos 11 anos, já lavava, passava e cozinhava, tendo que levar o almoço do pai na oficina e, se fizesse algum desses serviços errado, apanhava da mãe. Com 14 anos, já trabalhava fora, como vendedora em uma loja. Nessa época, tentando escapar aos problemas domésticos, fumava cigarros e bebia cachaça escondida, reunindo-se com amigos para se divertir, tendo que pular da janela de casa em uma ocasião para a mãe não descobrir que ela fumava e bebia. Por conta de tantas desavenças, Cássia foi expulsa de casa aos 15 anos. Cássia disse em entrevistas que ao sair de casa só lhe foi permitido levar um colchão e um jogo de lençóis e que ficou mais de cinco anos sem dar notícias à família.
Ao sair de casa, foi morar com sua melhor amiga. Após três meses, foi viver com um casal de amigos que eram músicos, ainda em São Caetano do Sul. Nesse tempo, ela tornou-se hippie, passando a frequentar os shows de seus amigos músicos, que tocavam suas músicas agitadas em bares da região. A partir do convívio nessas saídas noturnas, Cássia começou a consumir ainda mais bebidas alcoólicas e a fumar maconha. Seis meses depois, foi demitida de seu trabalho como vendedora e decidiu se mudar para São Paulo, a fim de tentar encontrar melhores oportunidades para trabalhar e estudar. Na capital, alugou uma quitinete, onde ficou morando sozinha. Conforme revelou, esse período de sua vida foi muito depressivo, já que se sentia sozinha demais. Tendo que amadurecer precocemente, arrumou um emprego, desta vez como secretária em um escritório, no qual trabalhava o dia todo. À noite, estudava no Ginasial (atual Ensino Médio), assim podendo pagar seu aluguel. Teve seu primeiro namorado aos 16 anos, o que modificou sua vida radicalmente, ao descobrir uma gravidez não planejada, após seis meses de namoro. O namorado, que tinha 20 anos, não quis assumir o bebê, terminando o relacionamento. Cássia não tinha nenhuma estrutura financeira e emocional para ter um filho, além de não querer ser mãe. Abandonada grávida pelo pai da criança, estava desesperada, sozinha e sem ninguém para lhe ajudar. Tomou uma decisão: procurou uma clínica clandestina e realizou um aborto mal tendo completado 17 anos, por ainda ser muito jovem e inexperiente. Em entrevistas posteriores, contou que demorou muitos anos para se arrepender desse ato, mas que não entendia o porquê após este acontecimento em sua vida ter desenvolvido depressão, tentando o suicídio por diversas vezes, para além de ter também desenvolvido bulimia, doença contra a qual lutou por mais de dez anos.
Nesta época, continuou sua vida, morando só e tentando ser feliz. Mesmo trabalhando o dia todo, sempre foi estudiosa e, nas horas vagas, gostava de ler e escrever, além de rever os cadernos escolares antigos. Aos 18 anos, conseguiu passar no vestibular da USP, nos cursos de Matemática e História, mas estava em dúvida entre as áreas de exatas, humanas e artísticas, até que percebeu que sempre gostou de artes cênicas, e optou por cursar teatro em um curso profissionalizante, fazendo aulas semanalmente, chegando cada vez mais perto do sonho de ser atriz profissional. Durante essa época de sua adolescência, tinha como hobby estudar astrologia. No período em que mudou-se sozinha para São Paulo, pôde curtir sua juventude sem problemas, passando a frequentar boates e shows de rock 'n roll, nos quais intensificou o uso de bebidas alcoólicas, maconha e cigarros. Também passou a experimentar LSD, ayahuasca e chá de cogumelo para conseguir sentir-se mais tranquila, o que surtia efeito. Segundo ela, todos deveriam fazer isso ao menos uma vez na vida, mas contou ter percebido que usar drogas era um caminho sem volta, pois a estava levando a ter curiosidade de experimentar substâncias ainda mais fortes, o que causou-lhe enorme receio. A atriz conseguiu largar o álcool, os cigarros e os entorpecentes aos 21 anos de idade, ao perceber que aquilo não lhe fazia bem.
Mudou-se para o Rio de Janeiro em 1981, aos 23 anos. Cássia estava disposta a mudar de vida, continuar a estudar teatro e trabalhar. Assim que chegou à cidade, passou a dormir nas ruas, em bancos de praça, pois não conhecia o Rio, e não tinha dinheiro para nada. Foi ajudada por um poeta popular, que a colocou num quarto de empregada no apartamento dele, dentro do qual ela dividia espaço com três domésticas. Passou a tentar se entender e começou a fazer meditação e ioga nas horas vagas. Começou a trabalhar como faxineira, lavando banheiro na casa de ricos para se sustentar e pagar o templo onde fazia meditação e ioga. Largou a meditação, a ioga e o trabalho de faxineira após seis meses, e começou a vender sanduíche natural na praia, por um ano, para pagar o curso de teatro e se sustentar. Nessa época, arranjou um novo namorado. Após um mês de namoro, foram morar juntos em um apartamento alugado. Após sete meses de uma união estável, sofrendo com seus ciúmes possessivos e agressões, Cássia se separou dele.
Aos 24 anos, já fazendo peças teatrais pelo Rio, foi aprovada, e conseguiu tornar-se aluna da Fundação das Artes, uma das melhores escolas de música e teatro da América Latina. Assim ela pôde ter uma formação profissional, desempenhando mais e mais seu talento. Começou a fazer escola de teatro com o diretor Silnei Siqueira para aprimoramento de técnicas de dramaturgia e artes cênicas. Nesta altura, voltou a procurar por sua mãe, ligando para ela após nove anos sem lhe dar notícias, e disse que a perdoava por tudo, e perguntou se ela queria pedir perdão, mas a mãe nada disse. Apesar disso, três anos depois sua mãe entrou em contato, e lhe pediu perdão.
Converteu-se ao espiritismo e tornou-se vegetariana em 1989, aos 31 anos de idade. Em 1990, descobriu ser portadora de transtorno bipolar do tipo misto. Desde o início da adolescência, estava sofrendo com essa doença psiquiátrica, pois negava a si mesma que tinha fortes problemas emocionais. Neste mesmo ano, começou a fazer psicoterapia, e isso foi o apoio para que superasse muitos problemas.
Contou que herdou seus problemas psicológicos de sua mãe e de sua avó, já que descobriu-se que sua mãe era muito nervosa, pois também sofria de transtorno bipolar, mas desde que descobriu a doença, a atriz se trata com psicólogos, fazendo terapia, e com psiquiatras, se tratando com antidepressivos, ansiolíticos e lítio. A atriz diz que toma cuidado para detectar se algum de seus filhos terão algum problema psiquiátrico, para se tratarem cedo. Cássia hoje é mais amiga da mãe, que mora sozinha e é viúva.
Sempre preocupada com as questões sociais, participou, em 1989, de uma campanha do Ministério da Saúde brasileiro, sobre a prevenção do câncer de mama. Em 2006, foi madrinha, no Brasil, da Semana Mundial do Aleitamento Materno, promovida pela Sociedade Brasileira de Pediatria e pelo Ministério da Saúde.
No programa Encontro com Fátima Bernardes de 12 de maio de 2022, a atriz declarou novamente ser contra o aborto, reforçando que seu posicionamento se deve à sua ligação e conversão ao catolicismo.
Em janeiro de 2023, a Rede Globo de Televisão decide não mais renovar o contrato com a atriz. De acordo com informações publicadas pela revista Veja, os motivos do afastamento seriam as polêmicas com que ela se envolvera nos últimos anos, como participação em atos antidemocráticos e comentários de cunho homofóbico.

## Vida pessoal
Com sua carreira de atriz em ascensão, a artista morava sozinha no Rio de Janeiro desde 1981, vivendo em um apartamento junto com seu gato. Apesar de manter relacionamentos casuais com homens anônimos e famosos, não queria manter nenhum compromisso sério, até que em 1983 conheceu um astrólogo. Após três meses de namoro, eles decidiram morar juntos, mas se separaram em 1985. Nesse mesmo ano, conheceu o engenheiro José Luís Tadeu. O casal namorou de 1986 a 1987. Logo após a separação, começou a namorar um empresário chamado José. Eles foram morar juntos em 1988, e Cássia, sem planejar, engravidou novamente. Seu marido não queria ser pai, e Cássia tampouco desejava ser mãe, por ter sido infeliz com seus pais e achar que filhos davam muito trabalho. O casal, então, em comum acordo, optou por fazer um aborto em uma clínica clandestina, quando a atriz tinha 30 anos. Em entrevistas, revelou que se arrependeu muito de ter feito esse aborto, e que nessa época arrependeu-se também do primeiro aborto que fez, e que por isso procurou uma renovação interior para melhorar sua vida e saúde mental, tornando-se vegetariana e espírita um ano depois. Um mês após ter feito o aborto, seu relacionamento entrou em colapso devido às crises de ciúmes de seu marido, e às constantes crises depressivas de Cássia.

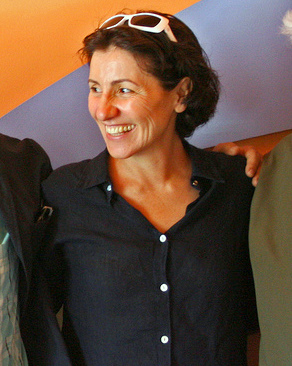
Cássia em 2011

O casal ficou separado por seis meses, e em entrevistas, a atriz confessou que nesse período se relacionou com dois homens que eram portadores do vírus HIV, mas que sempre soube se cuidar e não se contaminou. Ela se envolveu com um amigo de muitos anos, e eles começaram a se relacionar. Ele queria algo sério com Cássia e até mesmo ter filhos com ela, mas a atriz não queria ter filhos e nem nada sério com ele. Os dois se separaram após dois meses juntos, quando ele confessou a Cássia ser bissexual e portador de HIV. Cássia ficou muito assustada e chocada, não querendo que seu amigo morresse, mas apesar disso, ele estava bem de saúde e ambos continuaram a ser amigos. Depois dele, Cássia se apaixonou por Carlos Augusto Strazzer, com o qual se relacionou por apenas um mês. Ambos continuaram amigos após o término. Após um tempo, decidiu dar uma chance ao marido, e reatou o casamento com José. Nessa época, participou de uma campanha realizada pelo publicitário João Alberto Fonseca, vinte anos mais velho que a atriz. Cássia, mesmo casada, se interessou por ele, mas João tinha esposa, e Cássia desistiu. Em 1992, Cássia se separou de vez do marido, devido aos ciúmes possessivos do mesmo. Cássia também descobriu que João tinha terminado seu casamento. Cássia, então, voltou a procurá-lo. Eles começaram a namorar e após dois meses de namoro, foram morar juntos no mesmo ano de 1992.
Cássia, após fazer duas novelas em que interpretava o papel de mãe, decidiu se abrir para a maternidade e junto a João, tiveram dois filhos: Joaquim Maria Kis Fonseca, nascido em 1996, e Maria Cândida Kis Fonseca, nascida em 1997. Cássia conta que sua vida mudou para melhor após ter filhos e que antes sua vida não tinha graça. Separaram-se em 1999, devido ao fato de o relacionamento não dar mais certo, por causa de brigas constantes por motivos banais, que desgastaram o relacionamento. Em 2000, inicia um namoro com o jornalista Sérgio Brandão. Eles foram morar juntos em 2001, e tiveram dois filhos: Pedro Gabriel Kis Brandão, que nasceu em 2003, e Pedro Miguel Kis Brandão, nascido em 2004. O casal separou-se em 2007, devido a constantes divergências conjugais. Seus quatro filhos nasceram de parto cesariana, no Rio de Janeiro. Cássia revelou que todas as suas gestações vieram de forma natural, sem tratamentos para engravidar, e que desejava ter parto normal, mas não conseguiu. Também contou que amamentou seus filhos por mais de um ano, destacando a importância do ato para a saúde da criança e para o fortalecimento do vínculo afetivo entre a mãe e o bebê.
Em 2007, iniciou um namoro com o psicanalista João Baptista Magro Filho. Relatou que, pela primeira vez, estava amando verdadeiramente, e que por isso desejou realizar seu antigo sonho: casar-se oficialmente. Em 3 de setembro de 2009, oficializaram a união em uma cerimônia íntima, na presença de um juiz, realizada no apartamento da atriz na Barra da Tijuca. Separaram-se em 2015, durante as gravações de A Regra do Jogo. No ano de 2018, filiou-se ao Rede Sustentabilidade (REDE) em cerimônia em que o presidente do Flamengo, Eduardo Bandeira de Mello, também filiou-se ao partido. A cerimônia contou com a presença de Marina Silva no diretório municipal do Rio de Janeiro.
Mais recentemente, Kis converteu-se ao catolicismo por intermédio do Centro Dom Bosco, organização leiga frequentemente apontada como tradicionalista. Nas redes sociais do Centro, a atriz chegou a manifestar seu apoio ao candidato Jair Bolsonaro nas eleições presidenciais de 2022, em oposição a seu concorrente, Luís Inácio Lula da Silva. Em mais de uma ocasião, ademais, a atriz mostrou sua oposição ao aborto, externando apoio a iniciativas parlamentares que visam a restringir o direito ao aborto legal.
Em 28 de outubro de 2024, o Tribunal Regional Federal da 2ª Região (TRF-2) acatou um pedido feito pelo Ministério Público Federal (MPF) contra a atriz Kis e a tornou ré por homofobia. Kis teria feito uma série de comentários preconceituosos contra pessoas transexuais em 2022 em uma entrevista a Leda Nagle, o que motivou a ação. De acordo com documentos oficiais, a ação pode fazer com que a atriz precise pagar uma multa de até R$ 1 milhão. A queixa-crime foi movida pelo coletivo Antra (Articulação Nacional dos Transgêneros) e pelo ator José de Abreu, pai de uma mulher trans de 23 anos.

## Carreira

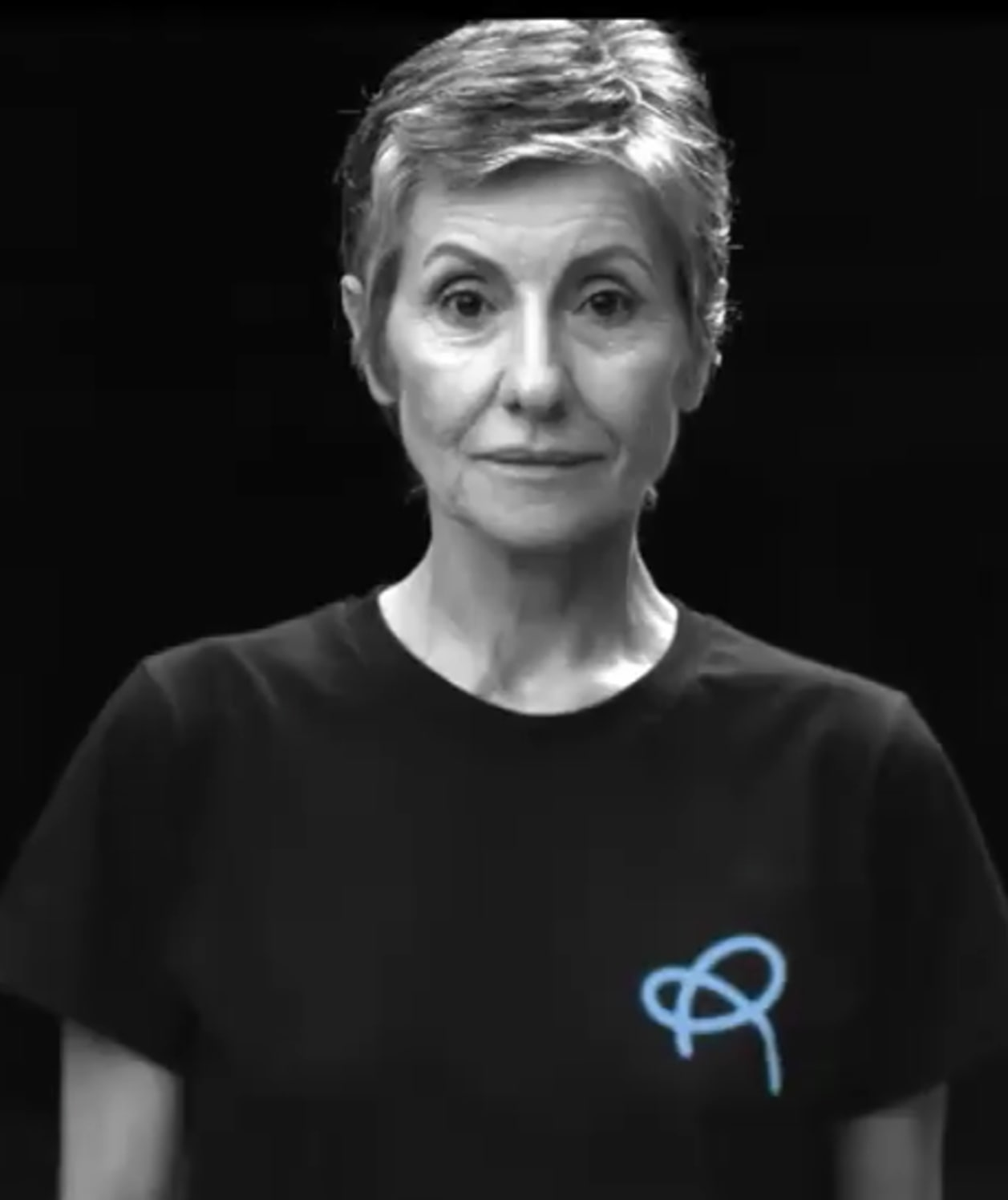
Cássia em uma campanha em 2016

Em 1979, começou a carreira na novela Cara a Cara, da Band, interpretando Flávia, empregada doméstica  da personagem de Fernanda Montenegro. No mesmo ano, substituiu a atriz Haydée Figueiredo na peça Alice, O Que Uma Menina Bonitinha como Você Faz num País como Esse?, de Paulo Afonso Grisolli e, em 1980, atuou na peça Coronel dos Coronéis, de Maurício Segall. Em 1981, estrelou o espetáculo Quem Governa o Rei?, de Paulo Afonso Grisolli. Em 1982, por intermédio do ator Luiz Armando Queiroz, entra no seriado da TVE As Aventuras do Tio Maneco, baseado no filme Aventuras com Tio Maneco, lançado um ano antes.
Em 1984, interpretou uma freira na minissérie Padre Cícero, e, logo em seguida, foi convidada pelo diretor Wolf Maya para trabalhar na novela Livre para Voar, na qual viveu uma solteirona sisuda. Em 1985, esteve em Roque Santeiro como Lulu, mulher do negociante Zé das Medalhas e, em 1987, foi Silvana na novela Brega e Chique, na qual fazia um triângulo amoroso com Tato Gabus Mendes e Cristina Mullins. Em 1988, ganhou seu primeiro papel de destaque, na novela Vale Tudo, como a rival de Fátima, personagem de Glória Pires, e a responsável por assassinar a vilã Odete Roitman. Em 1990, transferiu-se para a Rede Manchete, emissora em que protagonizou a primeira fase da novela Pantanal como Maria Marruá, a mulher que dizia a lenda virar onça. No mesmo ano, voltou para a Rede Globo para participar da novela Barriga de Aluguel, em que viveu o drama de uma mulher que não podia ter filhos e alugava
a barriga de outra mulher, interpretada por Cláudia Abreu, a qual viria a disputar a guarda da criança quando ela nascesse.
Entre seus papéis preferidos, aponta a personagem central de Mamãe Coragem, em 1992, um dos episódios do Você Decide. Em 1993, despontou na telinha como Ilka Tibiriçá, a cômica solteirona cheia de trejeitos e com visual anos 1960, da novela Fera Ferida. Em 1996, deu vida a ardilosa vilã Beatriz, na novela Quem É Você?. No ano de 1997, é escalada para o elenco da novela Por Amor, na qual interpreta a executiva Isabel, que rivaliza com Branca Letícia de Barros Mota, a vilã de Susana Vieira. Isabel, uma morena objetiva, oportunista e sedutora, mantém um caso com Arnaldo (Carlos Eduardo Dolabella), empreiteiro casado com Branca. No remake da novela Pecado Capital, interpretou a misteriosa Eunice. Em 2001, viveu a grande vilã assassina Adma Guerreiro da novela Porto dos Milagres, personagem com a qual obteve grande repercussão na mídia, tanto por parte do público quanto da crítica, tendo recebido o Prêmio Contigo! e o Troféu Imprensa de Melhor Atriz. Nos anos 2000, além do trabalho em novelas, voltou a participar de minisséries da TV Globo. Trabalhou em Um Só Coração, de 2004, em Mad Maria, de 2005, de e em JK, de 2006, quando viveu uma mulher reprimida pelo marido, em outro de seus grandes momentos na TV. Em 2007, viveu a bruxa Zilda, vilã de Eterna Magia.
No cinema, esteve em mais de 15 filmes, entre eles Bicho de Sete Cabeças (2001), de Laís Bodanzky. Por aquele filme, ganhou o Troféu de Atriz Coadjuvante no Festival de Recife de 2001.
Em 2009, viveu mais uma vilã: a carola Mariana, na segunda versão de Paraíso. Sua personagem era mãe da protagonista Maria Rita "Santinha". Em 2011, despontou como a bondosa e humilde Dulce em Morde & Assopra, uma senhora sofrida que nem imagina ainda ser enganada por seu filho Guilherme, que dizia ser médico. Com seu jeito inocente e sua atuação dramática, o papel lhe rendeu o Prêmio Melhores do Ano do Domingão do Faustão na categoria Melhor Atriz Coadjuvante. Em 2012, interpretou a grande vilã diabólica Melissa, na trama das seis, Amor Eterno Amor.
Em 2014, viveu a ex-prostituta Carolina, na minissérie Amores Roubados. Também em 2014, integra o elenco do remake de O Rebu, como a advogada Gilda, além de ser escalada para Felizes Para Sempre, remake da minissérie Quem Ama não Mata, que foi ao ar no início de 2015. E, ainda em 2015, voltou ao ar na novela das 9, de João Emanuel Carneiro, como a doce Djanira, mulher sofrida, mãe dos protagonistas Tòia e Juliano, personagens de Vanessa Giácomo e Cauã Reymond, respectivamente, e faz par romântico com Zé Maria, interpretado por Tony Ramos.

## Filmografia

### Televisão
| Ano  | Título                     | Personagem                                    | Nota                                        |
| ---- | -------------------------- | --------------------------------------------- | ------------------------------------------- |
| 1979 | Cara a Cara                | Flávia                                        |                                             |
| 1981 | As Aventuras do Tio Maneco | Nina                                          |                                             |
| 1982 | Planeta dos Homens         | Vários personagens                            |                                             |
| 1983 | Caso Especial              | Susana                                        | Episódio: "Domingo em Família"              |
| 1983 | Caso Especial              | Cláudia                                       | Episódio: "A Bolsa e a Vida"                |
| 1984 | Padre Cícero               | Raquel                                        |                                             |
| 1984 | Livre para Voar            | Verona                                        |                                             |
| 1985 | Roque Santeiro             | Lugolina de Aragão (Lulu)                     |                                             |
| 1987 | Brega & Chique             | Silvana                                       |                                             |
| 1988 | Caso Especial              | Diana                                         | Episódio: "Boi Santo"                       |
| 1988 | Duarte & C.a               | Atriz na TV                                   | Episódio: "14"                              |
| 1988 | Vale Tudo                  | Leila Cantanhede                              |                                             |
| 1990 | Pantanal                   | Maria Marruá                                  |                                             |
| 1990 | Barriga de Aluguel         | Ana Lúcia Paranhos de Alencar                 |                                             |
| 1992 | Você Decide                | Marina                                        | Episódio: "Armadilha do Destino"            |
| 1992 | Você Decide                | Catadora de lixo                              | Episódio: "Mamãe Coragem"                   |
| 1993 | Você Decide                | Laura                                         | Episódio: "Laços de Sangue"                 |
| 1993 | Fera Ferida                | Ilka Tibiriçá                                 |                                             |
| 1996 | Quem É Você?               | Beatriz Maldonado                             |                                             |
| 1997 | Por Amor                   | Isabel Lafayete                               |                                             |
| 1998 | Você Decide                | Sofia                                         | Episódio: "Minhas Caras Amigas"             |
| 1998 | Pecado Capital             | Eunice Freitas                                |                                             |
| 1998 | Mulher                     | Lisete                                        | Episódio: "Casa de Ferreiro"                |
| 1999 | Mulher                     | Teresa                                        | Episódio: "O Segredo"                       |
| 2000 | Esplendor                  | Adelaide                                      |                                             |
| 2000 | Você Decide                | Glorinha                                      | Episódio: "Glorinha Vai às Compras"         |
| 2001 | Porto dos Milagres         | Adma Franco Guerreiro                         |                                             |
| 2002 | Sabor da Paixão            | Cecília Coelho                                |                                             |
| 2003 | Agora É que São Elas       | Luísa                                         |                                             |
| 2004 | Um Só Coração              | Guiomar Penteado                              |                                             |
| 2005 | Carga Pesada               | Dora                                          | Episódio: "Estupidez"                       |
| 2005 | Mad Maria                  | Amália                                        |                                             |
| 2006 | JK                         | Maria                                         |                                             |
| 2006 | Cobras & Lagartos          | Henriqueta das Neves / Teresa Botelho Pacheco |                                             |
| 2007 | Eterna Magia               | Zilda Pelizari                                |                                             |
| 2008 | Casos e Acasos             | Débora                                        | Episódio: "A Prova, a Namorada e a Isca"    |
| 2008 | Casos e Acasos             | Marilene                                      | Episódio: "A Aliança, a Queixa e a Revista" |
| 2009 | Paraíso                    | Mariana Godói                                 |                                             |
| 2010 | Escrito nas Estrelas       | Francisca Aguillar                            |                                             |
| 2010 | Escrito nas Estrelas       | Sólida Ramírez                                |                                             |
| 2011 | Morde & Assopra            | Dulce Maria Pereira                           |                                             |
| 2012 | Amor Eterno Amor           | Melissa Borges Sobral                         |                                             |
| 2014 | Amores Roubados            | Carolina Dantas                               |                                             |
| 2014 | O Rebu                     | Gilda Rezende                                 |                                             |
| 2015 | Felizes para Sempre?       | Olga Fernandes                                |                                             |
| 2015 | A Regra do Jogo            | Djanira da Silva                              | Episódios: "31 de agosto–19 de outubro"     |
| 2016 | Nada Será Como Antes       | Odete dos Santos                              |                                             |
| 2017 | Os Dias Eram Assim         | Vera Reis                                     |                                             |
| 2018 | Segundo Sol                | Claudine Athayde                              | Episódios: "16–22 de maio"                  |
| 2018 | Ilha de Ferro              | Isabel Giordano                               | Original Globoplay                          |
| 2020 | Desalma                    | Haia Lachovicz                                | Original Globoplay                          |
| 2022 | Travessia                  | Cidália Bastos                                |                                             |

### Cinema
| Ano  | Título                                | Personagem      | Nota         |
| ---- | ------------------------------------- | --------------- | ------------ |
| 1984 | Memórias do Cárcere                   |                 |              |
| 1987 | O País dos Tenentes                   | Inês            |              |
| 1987 | Alta Rotação                          | Isabel          |              |
| 1987 | Ele, o Boto                           | Teresa          |              |
| 1991 | A Grande Arte                         | Mercedes        |              |
| 2001 | A Hora Marcada                        | Clarisse        |              |
| 2001 | Bicho de Sete Cabeças                 | Meire Souza     |              |
| 2006 | Tapete Vermelho                       | Malvina         |              |
| 2006 | Ódiquê?                               | Mãe de Paulinho |              |
| 2007 | Chega de Saudade                      | Marici          |              |
| 2007 | Não por Acaso                         | Iolanda         |              |
| 2008 | Meu Nome Não É Johnny                 | Juíza           |              |
| 2008 | A Festa da Menina Morta               | Mãe             |              |
| 2009 | Os Inquilinos                         | Professora      |              |
| 2010 | Bróder                                | Dona Sônia      |              |
| 2010 | Chico Xavier                          | Iara            |              |
| 2012 | Billi Pig                             | Bibi Correa     |              |
| 2014 | Encantados                            | Pajé Líder      |              |
| 2014 | Boa Sorte                             | Drª. Lorena     |              |
| 2017 | Redemoinho                            | Marta           |              |
| 2017 | Real: O Plano por Trás da História    | Valéria         |              |
| 2021 | O Auto da Boa Mentira                 | Luzia           |              |
| 2021 | Mise en Scène: a Artesania do Artista | Ela mesma       | Documentário |
| 2023 | O Pastor e o Guerrilheiro             | Ivani           |              |
| 2024 | Pasárgada                             | Ivana           |              |

## Teatro
| Ano            | Título                                                              | Personagem                        |
| -------------- | ------------------------------------------------------------------- | --------------------------------- |
| 1979           | Alice, o que uma menina bonitinha como você faz num país como esse? | [ 67 ]                            |
| 1980           | O Coronel dos Coronéis                                              | [ 67 ]                            |
| 1981           | Quem Governa o Rei?                                                 | [ 67 ]                            |
| 1986 1987 1990 | Fedra Ligações perigosas Pantaleão e as visitadoras                 | Arícia                            |
| 2001           | Últimas Luas                                                        |                                   |
| 2009 2019/2020 | O Zoológico de Vidro Meu quintal é maior do que o mundo             | Amanda Wingfield Manoel de Barros |

## Prêmios e indicações
| Ano  | Prêmio                                                 | Categoria                              | Trabalho                  | Resultado |
| ---- | ------------------------------------------------------ | -------------------------------------- | ------------------------- | --------- |
| 2001 | Prêmio Qualidade Brasil                                | Melhor Atriz - RJ                      | Bicho de Sete Cabeças     | Venceu    |
| 2001 | 5º Festival do Recife                                  | Melhor Atriz Coadjuvante               | Bicho de Sete Cabeças     | Venceu    |
| 2002 | Grande Prêmio do Cinema Brasileiro                     | Melhor Atriz Coadjuvante               | Bicho de Sete Cabeças     | Indicada  |
| 2002 | Prêmio Guarani do Cinema Brasileiro[carece de fontes?] | Melhor Atriz Coadjuvante               | Bicho de Sete Cabeças     | Indicada  |
| 2002 | Troféu Imprensa                                        | Melhor Atriz                           | Porto dos Milagres        | Venceu    |
| 2002 | Prêmio Contigo! de TV                                  | Melhor Atriz                           | Porto dos Milagres        | Venceu    |
| 2002 | Prêmio Contigo! de TV                                  | Melhor Vilã/Vilão                      | Porto dos Milagres        | Venceu    |
| 2002 | Melhores do Ano                                        | Melhor Atriz                           | Porto dos Milagres        | Venceu    |
| 2002 | Prêmio Austregésilo de Athayde                         | Melhor Atriz                           | Porto dos Milagres        | Venceu    |
| 2008 | Prêmio Arte Qualidade Brasil                           | Melhor Atriz Coadjuvante               | Meu Nome Não É Johnny     | Venceu    |
| 2009 | Prêmio Arte Qualidade Brasil                           | Melhor Atriz Teatral Drama             | Zoológico de vidro        | Venceu    |
| 2009 | Prêmio Arte Qualidade Brasil                           | Melhor Atriz Coadjuvante               | Paraíso                   | Indicada  |
| 2009 | Prêmio Quem de Televisão                               | Melhor Atriz                           | Paraíso                   | Indicada  |
| 2009 | Prêmio Tudo de Bom do O Dia                            | Melhor Atriz                           | Paraíso                   | Venceu    |
| 2009 | Troféu Redentor do Festival do Rio                     | Melhor Atriz Coadjuvante               | Os Inquilinos             | Venceu    |
| 2009 | Prêmio ACIE de Cinema                                  | Melhor Atriz                           | Chega de Saudade          | Indicada  |
| 2009 | 8ª Grande Prêmio do Cinema Brasileiro                  | Melhor Atriz                           | Chega de Saudade          | Indicada  |
| 2009 | Prêmio Guarani do Cinema Brasileiro                    | Melhor Atriz                           | Chega de Saudade          | Indicada  |
| 2009 | Festival Internacional de Cinema de Cartagena          | Melhor Atriz Coadjuvante               | Chega de Saudade          | Venceu    |
| 2010 | Prêmio Guarani do Cinema Brasileiro[carece de fontes?] | Melhor Atriz Coadjuvante               | A Festa da Menina Morta   | Venceu    |
| 2011 | Grande Prêmio do Cinema Brasileiro                     | Melhor Atriz Coadjuvante               | Chico Xavier              | Venceu    |
| 2011 | Melhores do ano - site "MdeMulher" (Ed. Abril)         | Melhor Atriz                           | Morde & Assopra           | Venceu    |
| 2011 | Prêmio Extra de Televisão                              | Melhor Atriz                           | Morde & Assopra           | Indicada  |
| 2011 | Prêmio Melhores e Piores TV Press                      | Melhor Atriz Coadjuvante               | Morde & Assopra           | Venceu    |
| 2011 | Prêmio Arte Qualidade Brasil                           | Melhor Atriz Coadjuvante               | Morde & Assopra           | Venceu    |
| 2011 | Prêmio Quem de Televisão                               | Melhor Atriz                           | Morde & Assopra           | Venceu    |
| 2011 | Jornal Diário Gaúcho                                   | Melhor Atriz                           | Morde & Assopra           | Venceu    |
| 2011 | Melhores do Ano                                        | Melhor Atriz Coadjuvante               | Morde & Assopra           | Venceu    |
| 2011 | Prêmio Contigo! de Cinema Nacional                     | Melhor Atriz Coadjuvante               | Bróder                    | Venceu    |
| 2012 | 11º Grande Prêmio do Cinema Brasileiro                 | Melhor Atriz Coadjuvante               | Bróder                    | Indicada  |
| 2012 | Prêmio Contigo! de TV                                  | Melhor Atriz                           | Morde & Assopra           | Indicada  |
| 2013 | Prêmio Contigo! de TV                                  | Melhor Atriz de Novela                 | Amor Eterno Amor          | Indicada  |
| 2014 | Prêmio Extra de Televisão                              | Melhor Atriz Coadjuvante               | O Rebu                    | Indicada  |
| 2014 | Prêmio Quem de Televisão                               | Melhor Atriz Coadjuvante               | O Rebu                    | Indicada  |
| 2014 | Prêmio Melhores e Piores TV Press                      | Melhor Atriz Coadjuvante               | O Rebu                    | Venceu    |
| 2014 | Troféu APCA                                            | Melhor Atriz                           | O Rebu                    | Venceu    |
| 2014 | Prêmio CinEuphoria                                     | Melhor Atriz Coadjuvante               | Bróder                    | Indicada  |
| 2015 | Troféu Mulher Observadora                              | Homenagem                              | Ela mesma                 | Venceu    |
| 2015 | 17ª Prêmio Contigo! de TV                              | Melhor Atriz de Série ou Minissérie    | Felizes para Sempre?      | Indicada  |
| 2015 | Prêmio Extra de Televisão                              | Melhor Atriz Coadjuvante               | A Regra do Jogo           | Indicada  |
| 2015 | Melhores do Ano                                        | Melhor Atriz Coadjuvante               | A Regra do Jogo           | Indicada  |
| 2015 | Prêmio Quem de Televisão                               | Melhor Atriz                           | A Regra do Jogo           | Indicada  |
| 2018 | Prêmio Guarani do Cinema Brasileiro                    | Melhor Atriz Coadjuvante               | Redemoinho                | Indicada  |
| 2018 | Cine PE                                                | Troféu Calunga de Ouro                 | Homenagem                 | Venceu    |
| 2020 | Prêmio F5                                              | Melhor Atriz de Série Dramática        | Desalma                   | Indicada  |
| 2020 | Prêmio The Brazilian Critic                            | Melhor Atriz em Série de Drama         | Desalma                   | Indicada  |
| 2020 | SB Awards                                              | Melhor Atriz Brasileira                | Desalma                   | Indicada  |
| 2020 | Melhores do Ano Minha Novela                           | Melhor Atriz de Série/Minissérie       | Desalma                   | Indicada  |
| 2021 | Séries em Cena Awards                                  | Melhor Atriz em Série Nacional         | Desalma                   | Indicada  |
| 2021 | Prêmio Platino                                         | Melhor Interpretação Feminina em Série | Desalma                   | Indicada  |
| 2021 | Melhores do Ano                                        | Atriz de Série                         | Desalma                   | Indicada  |
| 2021 | Prêmio Contigo! de TV                                  | Melhor Atriz de Série                  | Desalma                   | Indicada  |
| 2022 | Festival Sesc Melhores Filmes                          | Melhor Atriz Nacional                  | O Auto da Boa Mentira     | Indicada  |
| 2022 | Festival de Gramado                                    | Melhor Atriz Coadjuvante               | O Pastor e o Guerrilheiro | Indicada  |